# Clinton (hrabstwo Worcester)
Clinton – jednostka osadnicza w Stanach Zjednoczonych, w stanie Massachusetts, w hrabstwie Worcester.